# Sin Da-woon
Sin Da-woon (kor. 신다운; * 5. März 1993 in Seoul) ist ein südkoreanischer Shorttracker.

## Werdegang
Sin startete im Oktober 2011 in Salt Lake City erstmals im Weltcup und belegte dabei den sechsten Platz über 1500 m. Im weiteren Saisonverlauf errang er in Moskau über 1500 m und mit der Staffel jeweils den zweiten Platz und in Dordrecht den zweiten Platz über 1500 m und mit der Staffel den dritten Platz. Zudem holte er in Saguenay mit der Staffel seinen ersten Weltcupsieg und erreichte zum Saisonende den zweiten Platz im Weltcup über 1500 m. Beim Saisonhöhepunkt den Weltmeisterschaften 2012 in Shanghai gewann er über 1500 m, 3000 m und mit der Staffel jeweils die Bronzemedaille. In der folgenden Saison holte er im Weltcup fünf Siege mit der Staffel. Über 1500 wurde er in Nagoya zweimal Zweiter und lief in Dresden erstmals über 1500 m auf den ersten Platz. Er erreichte damit abschließend den dritten Platz im Weltcup über 1500 m. Bei den Weltmeisterschaften 2013 in Debrecen gewann er die Silbermedaille über 3000 m und jeweils die Goldmedaille über 1000 m, 1500 m und im Mehrkampf. In der Saison 2013/14 wurde er beim Weltcup in Shanghai Zweiter und in Kolomna Dritter mit der Staffel. Im Weltcup über 1500 m kam er mit drei Top-Zehn-Platzierungen auf den achten Platz. Bei den Olympischen Winterspielen 2014 in Sotschi wurde er im A-Finale über 1000 m disqualifiziert, wurde im B-Finale über 1500 m Dritter und mit der 5000-m-Staffel im B-Finale Zweiter, was Platz sieben bedeutete. Im März 2014 gewann er bei den Weltmeisterschaften in Montreal die Silbermedaille mit der Staffel.
Zu Beginn der Saison 2014/15 holte Sin in Salt Lake City über 1500 m seinen zweiten Sieg im Weltcupeinzel. Im weiteren Saisonverlauf siegte er siebenmal, davon dreimal über 1500 m und je zweimal über 1000 m und mit der Staffel. Zudem errang er zweimal den zweiten und zweimal den dritten Platz und erreichte damit den dritten Platz im Weltcup über 1000 m und den ersten Rang im Weltcup über 1500 m. Seine besten Resultate bei den Weltmeisterschaften 2015 in Moskau waren der sechste Platz über 1000 m und der vierte Rang mit der Staffel. In der Saison 2016/17 belegte er in Calgary und in Shanghai jeweils den dritten Platz. Im Weltcup über 1500 m kam er mit vier Platzierungen unter den ersten Zehn auf den achten Platz. Im Februar 2017 holte er bei den Winter-Asienspielen in Sapporo über 1000 m und mit der Staffel jeweils die Silbermedaille. Bei den Weltmeisterschaften 2017 in Rotterdam wurde er Weltmeister über 1500 m.

## Weltcupsiege
| Nr. | Datum             | Ort            | Disziplin |
| --- | ----------------- | -------------- | --------- |
| 1.  | 9. Februar 2013   | Dresden        | 1500 m    |
| 2.  | 8. November 2014  | Salt Lake City | 1500 m    |
| 3.  | 16. November 2014 | Montreal       | 1000 m    |
| 4.  | 13. Dezember 2014 | Shanghai       | 1500 m    |
| 5.  | 20. Dezember 2014 | Seoul          | 1500 m    |
| 6.  | 7. Februar 2015   | Dresden        | 1500 m    |
| 7.  | 15. Februar 2015  | Erzurum        | 1000 m    |

| Nr. | Datum             | Ort        |
| --- | ----------------- | ---------- |
| 1.  | 30. Oktober 2011  | Saguenay 1 |
| 2.  | 21. Oktober 2012  | Calgary 2  |
| 3.  | 28. Oktober 2012  | Montreal 2 |
| 4.  | 2. Dezember 2012  | Nagoya 3   |
| 5.  | 9. Dezember 2012  | Shanghai 2 |
| 6.  | 10. Februar 2013  | Dresden 4  |
| 7.  | 16. November 2014 | Montreal 5 |
| 8.  | 13. Dezember 2014 | Shanghai 6 |

## Persönliche Bestzeiten
- 500 m      40,939 s (aufgestellt am 15. März 2014 in Montreal)
- 1000 m    1:23,751 min. (aufgestellt am 6. November 2016 in Calgary)
- 1500 m    2:12,295 min. (aufgestellt am 12. November 2016 in Salt Lake City)
- 3000 m    4:41,000 min. (aufgestellt am 11. März 2012 in Shanghai)